# Kobus Wiese
Jakobus Johannes Wiese (Paarl, 16 de mayo de 1964) es un empresario y exjugador sudafricano de rugby que se desempeñaba como segunda línea. Representó a los Springboks de 1993 a 1996 y se consagró campeón del Mundo en Sudáfrica 1995.

## Selección nacional
Ian McIntosh lo convocó a los Springboks para enfrentar a Les Bleus en junio de 1993. Wiese jamás perdió un partido como titular en su seleccionado.
En diciembre de 1996 fue su última participación contra los Dragones rojos; Wiese golpeó de atrás a Derwyn Jones y lo dejó inconsciente, fue duramente sancionado y por ello Carel du Plessis no lo tuvo en cuenta. En total jugó 18 partidos y marcó un try.

### Participaciones en Copas del Mundo
Kitch Christie lo convocó a Sudáfrica 1995 como titular indiscutido. Formó pareja con Hannes Strydom y solo no jugó ante los Wallabies en el partido inaugural.
| Mundial                       | Sede      | Resultado | PJ | Tries |
| ----------------------------- | --------- | --------- | -- | ----- |
| Copa Mundial de Rugby de 1995 | Sudáfrica | Campeón   | 5  | 0     |

## Palmarés
- Campeón del Súper 10 de 1993.
- Campeón de la Currie Cup de 1993 y 1994.